# Graeme Killick
Graeme Killick (* 26. Februar 1989 in Fort McMurray) ist ein ehemaliger kanadischer Skilangläufer.

## Werdegang
Killick nahm von 2007 bis 2017 vorwiegend am Nor Am Cup teil. Dabei holte er zehn Siege und errang in der Saison 2011/12 und 2012/13 jeweils den fünften Platz in der Gesamtwertung. Bei den kanadischen Skilanglaufmeisterschaften 2010 in Whitehorse gewann er zweimal Gold über 10 km klassisch und 15 km Freistil. Sein erstes Weltcuprennen lief er im Januar 2011 in Otepää, welches er mit dem 60. Platz über 15 km klassisch beendete. Seine besten Platzierungen bei den Olympischen Winterspielen 2014 in Sotschi waren der 28. Platz im 50-km-Massenstartrennen und der 12. Rang mit der Staffel. Bei den nordischen Skiweltmeisterschaften 2015 in Falun belegte er den 32. Platz über 15 km Freistil, den 19. Rang im 50-km-Massenstartrennen und den zehnten Platz mit der Staffel. Nach Platz 55 bei der Nordic Opening in Ruka zu Beginn der Saison 2015/16, holte er in Lillehammer mit dem 21. Platz im Skiathlon seine ersten Weltcuppunkte. Im weiteren Saisonverlauf kam er viermal in die Punkteränge und bei der Ski Tour Canada auf den 27. Rang. Dabei erreichte er in Canmore mit dem 19. Platz im Skiathlon seine beste Platzierung im Weltcupeinzel. In der Saison 2016/17 belegte er den 53. Platz bei der Weltcup-Minitour in Lillehammer und den 42. Rang beim Weltcup-Finale in Québec. Beim Saisonhöhepunkt den nordischen Skiweltmeisterschaften 2017 in Lahti errang er den 47. Platz im Skiathlon und den 43. Platz im 50-km-Massenstartrennen. Ende März 2017 wurde er in Canmore kanadischer Meister im 50-km-Massenstartrennen. In der Saison 2017/18 belegte er den 68. Platz beim Ruka Triple und den 56. Rang beim Weltcupfinale in Falun. Seine besten Platzierungen bei den Olympischen Winterspielen 2018 in Pyeongchang waren der 27. Platz im 50-km-Massenstartrennen und der neunte Rang mit der Staffel.

## Siege bei Continental-Cup-Rennen
| Nr. | Datum             | Ort              | Disziplin                 | Serie         |
| --- | ----------------- | ---------------- | ------------------------- | ------------- |
| 1.  | 15. März 2010     | Whitehorse       | 10 km klassisch 1         | Nor-Am Cup    |
| 2.  | 16. März 2010     | Whitehorse       | 15 km Freistil 1          | Nor-Am Cup    |
| 3.  | 26. November 2011 | West Yellowstone | 10 km klassisch           | US Super Tour |
| 4.  | 4. Februar 2012   | Cantley          | 15 km Freistil            | Nor-Am Cup    |
| 5.  | 2. Dezember 2012  | Canmore          | 15 km klassisch           | Nor-Am Cup    |
| 6.  | 23. Februar 2013  | Grande Prairie   | 15 km klassisch           | Nor-Am Cup    |
| 7.  | 24. Februar 2013  | Grande Prairie   | 30 km Freistil Verfolgung | Nor-Am Cup    |
| 8.  | 12. Januar 2014   | Canmore          | 30 km Skiathlon           | Nor-Am Cup    |
| 9.  | 8. Januar 2015    | Duntroon         | 30 km Skiathlon           | Nor-Am Cup    |
| 10. | 25. März 2017     | Canmore          | 50 km Freistil Mst. 1     | Nor-Am Cup    |

## Teilnahmen an Weltmeisterschaften und Olympischen Winterspielen

### Olympische Spiele
- 2014 Sotschi: 12. Platz Staffel, 28. Platz 50 km Freistil Massenstart, 44. Platz 30 km Skiathlon, 65. Platz 15 km klassisch
- 2018 Pyeongchang: 9. Platz Staffel, 27. Platz 50 km klassisch Massenstart, 38. Platz 15 km Freistil, 45. Platz 30 km Skiathlon

### Nordische Skiweltmeisterschaften
- 2015 Falun: 10. Platz Staffel, 19. Platz 50 km klassisch Massenstart, 32. Platz 15 km Freistil
- 2017 Lahti: 43. Platz 50 km Freistil Massenstart, 47. Platz 30 km Skiathlon